# Epilobium minutum
Epilobium minutum là một loài thực vật có hoa trong họ Anh thảo chiều. Loài này được Lindl. ex Lehm. mô tả khoa học đầu tiên năm 1832.

## Hình ảnh

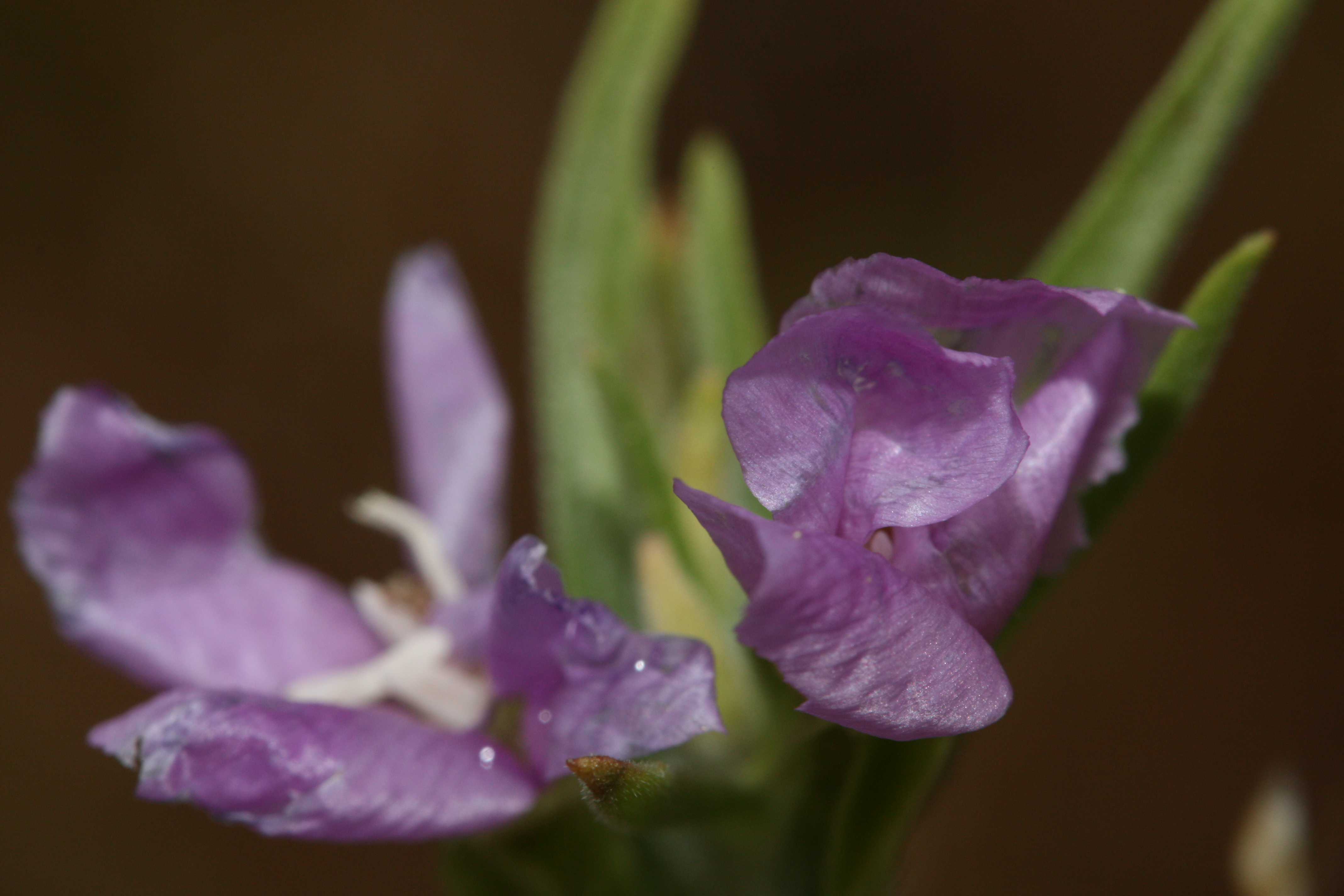
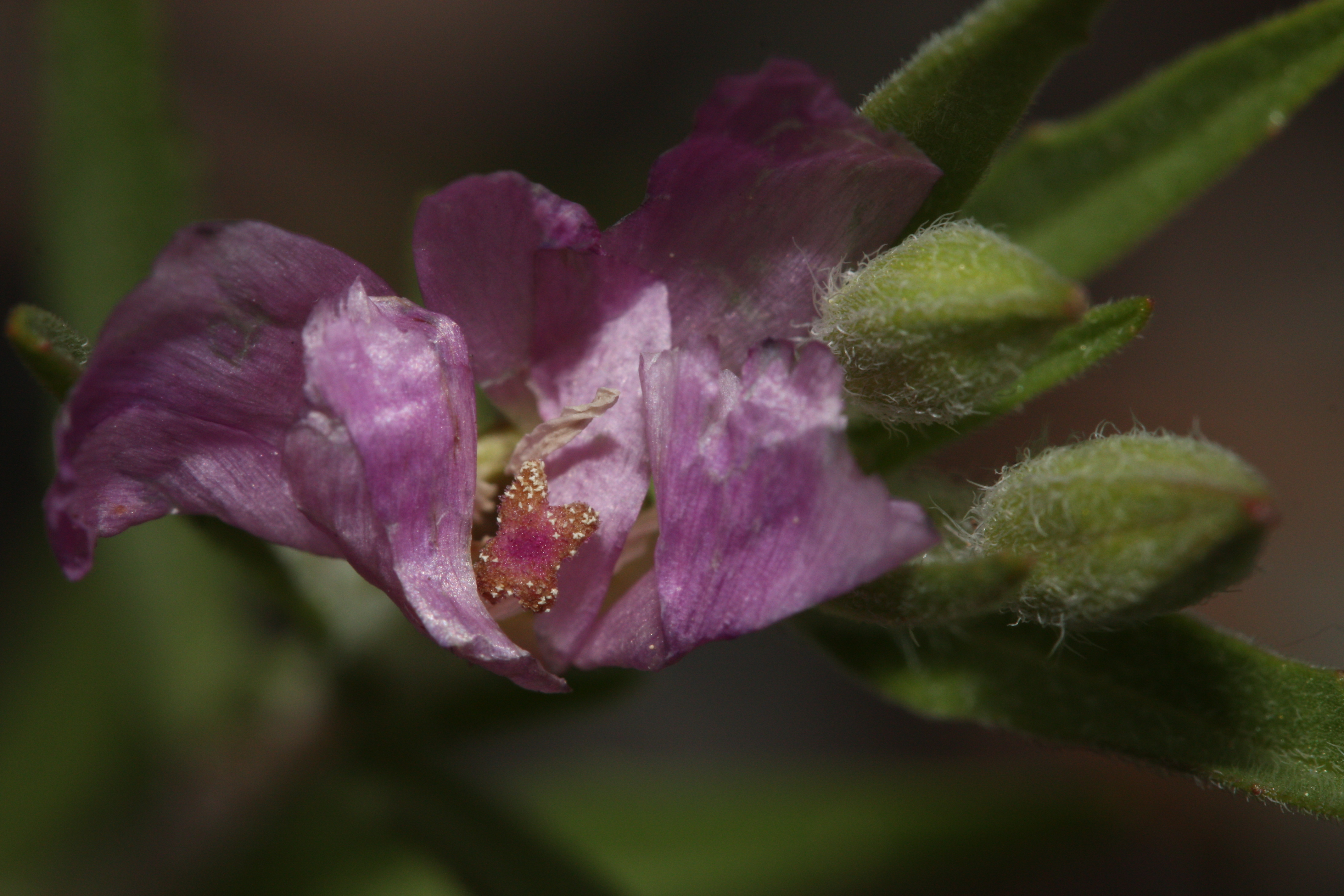
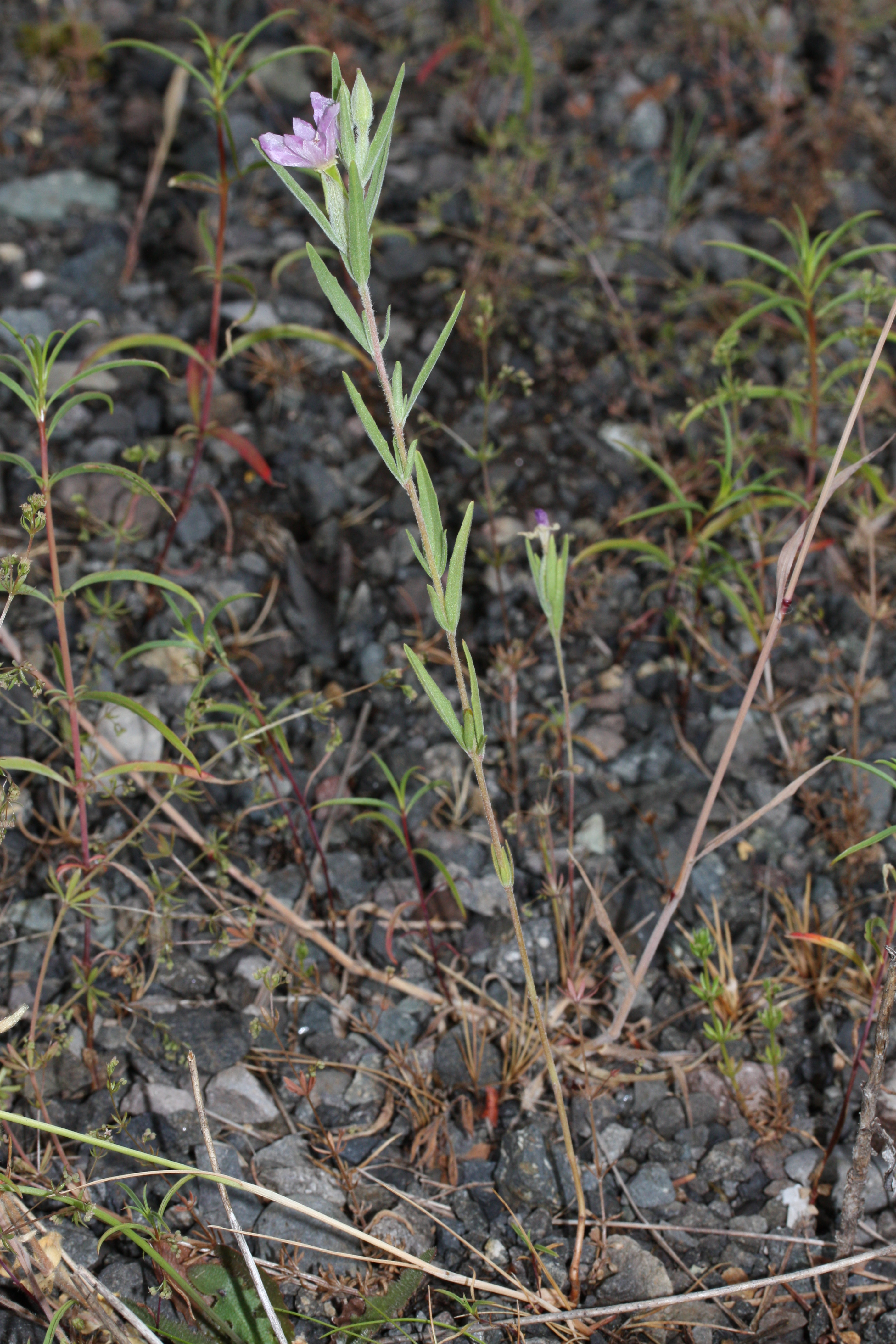
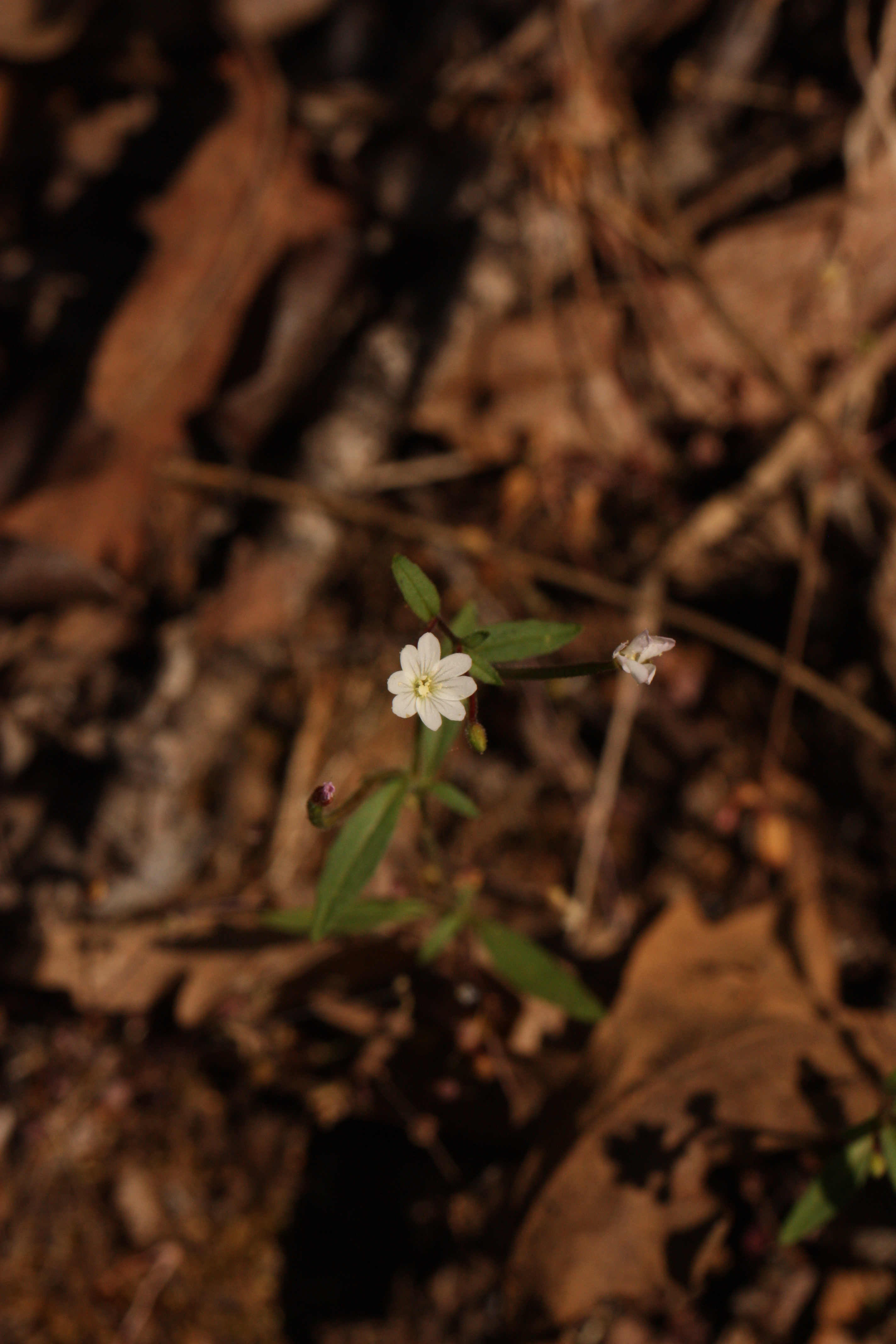